# Ned Washington
Ned Washington (Scranton, 15 agosto 1901 – Beverly Hills, 20 dicembre 1976) è stato un paroliere statunitense.

## Premi Oscar Miglior Colonna Sonora

### Vittorie
- Pinocchio (1941)

## Premi Oscar Miglior Canzone

### Vittorie
- Pinocchio (1941)
- Mezzogiorno di fuoco (1953)

### Nomination
- Dumbo (1942)
- Saludos amigos (1944)
- Brazil (1945)
- Questo folle mio cuore (1950)
- Pioggia (1954)
- Prigionieri del cielo (1955)
- Selvaggio è il vento (1958)
- Là dove il sole brucia (1960)
- La città spietata (1962)